# Bugula californica
Bugula californica är en mossdjursart som beskrevs av Robertson 1905. Bugula californica ingår i släktet Bugula och familjen Bugulidae. Inga underarter finns listade i Catalogue of Life.